# Hanka Lacková
Hanka Lacková (* 1988) ist eine tschechische Unihockeyspielerin, die beim schweizerischen Nationalliga-A-Verein UHC Laupen unter Vertrag steht.

## Karriere
Lacková begann ihre Karriere beim tschechischen Verein Tigers Jižní Město, für welchen sie auch in der höchsten tschechischen Liga spielte. Nach sieben Jahren bei den Tigers wechselte sie für eine Saison zu Florbal Chodov. 
2009 wechselte Lacková von Tschechien nach Finnland zu Porvoon Salibandyseura. In Finnland absolvierte sie 20 Partien und erzielte dabei neun Tore und sechs Assists. 
Ein Jahr später nahm der Schweizer Nationalliga-A-Verein Zug United die tschechische Nationalspielerin für ein Jahr unter Vertrag. Ihr Vertrag wurde nach Ablauf der Saison verlängert.
Nach zwei Jahren verpflichteten die Burgdorf Wizards die 23-jährige tschechische Internationale. Ihr Einjahresvertrag wurde nach Ablauf vom Verein um ein Jahr verlängert. 
Im Dezember 2013 verkündete Piranha Chur den sofortigen Transfer von Lacková. Sie spielte bis zum Jahresumbruch bei den Wizards, ehe sie für Piranha Chur auf Torejagd ging. Sie war zu diesem Zeitpunkt die Topskorerin der Wizards Bern Burgdorf. Piranha Chur hätte den Vertrag mit Lacková nach der Saison 2015/16 gerne verlängert, die Tschechien entschied sich jedoch zu einem Wechsel zum Nationalliga-B-Vertreter Hot Chilis Rümlang-Regensdorf. Sie verabschiedete sich mit dem Schweizer Meistertitel in Richtung Zürich. Nach zwei Jahren verkündete sie ihren Rücktritt vom Spitzensport. In der Saison 2018/19 stand sie jedoch erneut vereinzelt für die Hot Chilis im Einsatz.
Im Frühjahr 2020 verkündete der UHC Laupen, dass sich Lacková nachdem sie ihre Unihockeykarriere aufgrund beruflicher Verpflichtungen für beendet erklärt hatte, ihren Rücktritt vom Rücktritt gibt und beim Nationalliga-A-Verein anheuert.